# Sovětský svaz na Zimních olympijských hrách 1976
Sovětský svaz na Zimních olympijských hrách 1976 reprezentovalo 79 sportovců (59 mužů a 20 žen) v 9 sportech.

## Medailisté
| Medaile | Jméno | Sport          | Disciplína              |
| ------- | --- | -------------- | ----------------------- |
| Zlato   | Nikolaj Kruglov | Biatlon        | Muži 20 km              |
| Zlato   | Alexandr Jelizarov Ivan Bjakov Nikolaj Kruglov Alexandr Tichonov | Biatlon        | Muži štafeta 4 x 7.5 km |
| Zlato   | Nikolaj Bažukov | Běh na lyžích  | Muži 15 km              |
| Zlato   | Sergej Saveljev | Běh na lyžích  | Muži 30 km              |
| Zlato   | Raisa Smetaninová | Běh na lyžích  | Ženy 10 km              |
| Zlato   | Nina Baldyčevová-Fjodorovová Zinaida Amosovová Raisa Smetaninová Galina Kulakovová | Běh na lyžích  | Ženy štafeta 4 x 5 km   |
| Zlato   | Irina Rodninová Alexandr Zajcev | Krasobruslení  | Sportovní dvojice       |
| Zlato   | Ljudmila Pachomovová Alexandr Gorškov | Krasobruslení  | Taneční páry            |
| Zlato   | Vladislav Treťjak Alexandr Sidělnikov Sergej Babinov Vladimir Lutčenko Jurij Ljapkin Gennadij Cygankov Valerij Vasiljev Alexandr Gusev Boris Michajlov Vladimir Petrov Valerij Charlamov Viktor Šalimov Vladimir Šadrin Alexandr Jakušev Alexandr Malcev Viktor Žluktov Sergej Kapustin Boris Alexandrov | Lední hokej    | Turnaj mužů             |
| Zlato   | Jevgenij Kulikov | Rychlobruslení | Muži 500 m              |
| Zlato   | Taťjana Averinová | Rychlobruslení | Ženy 1 000 m            |
| Zlato   | Galina Stěpanská | Rychlobruslení | Ženy 1 500 m            |
| Zlato   | Taťjana Averinová | Rychlobruslení | Ženy 3 000 m            |
| Stříbro | Jevgenij Beljajev | Běh na lyžích  | Muži 15 km              |
| Stříbro | Raisa Smetaninová | Běh na lyžích  | Ženy 5 km               |
| Stříbro | Vladimir Kovaljov | Krasobruslení  | Muži jednotlivci        |
| Stříbro | Irina Mojsejevová Andrej Miněnkov | Krasobruslení  | Taneční páry            |
| Stříbro | Valerij Muratov | Rychlobruslení | Muži 500 m              |
| Stříbro | Jurij Kondakov | Rychlobruslení | Muži 1 500 m            |
| Bronz   | Alexandr Jelizarov | Biatlon        | Muži 20 km              |
| Bronz   | Ivan Garanin | Běh na lyžích  | Muži 30 km              |
| Bronz   | Jevgenij Beljajev Nikolaj Bažukov Sergej Saveljev Ivan Garanin | Běh na lyžích  | Muži štafeta 4 x 10 km  |
| Bronz   | Nina Baldyčevová-Fjodorovová | Běh na lyžích  | Ženy 5 km               |
| Bronz   | Galina Kulakovová | Běh na lyžích  | Ženy 10 km              |
| Bronz   | Valerij Muratov | Rychlobruslení | Muži 1 000 m            |
| Bronz   | Taťjana Averinová | Rychlobruslení | Ženy 500 m              |
| Bronz   | Taťjana Averinová | Rychlobruslení | Ženy 1 500 m            |